# 名古屋电灯
名古屋电灯（日语：／／ Nagoya dendō）是日本明治、大正时期曾经存在的一间电力公司，总部设在爱知县名古屋市，业务范围以中京圈为主。名古屋电灯是战前「五大電力會社」中东邦电力的前身，以及大同電力的母公司。
1889年（明治22年），名古屋电灯作为日本第5个开业的电力企业。最初名古屋电灯仅依靠小型发电厂向市内供电，但从明治末期开始，在长良川和木曾川修建了大型发电厂，业务规模逐渐扩大。进入1920年代后，名古屋电灯开始积极合并周边的电力企业。1918年（大正7年），名古屋电灯将水力开发部门独立，成立了木曾电气制铁，该公司于1921年发展成为大同电力。同年，名古屋电灯与奈良县的关西水力电气合并为关西电气；次年，又与九州电灯铁道合并，发展成为跨中京、关西和九州地区的大型电力公司——东邦电力。本条目内容包括名古屋电灯与奈良县的关西水力电气合并后的关西电气。

## 簡介

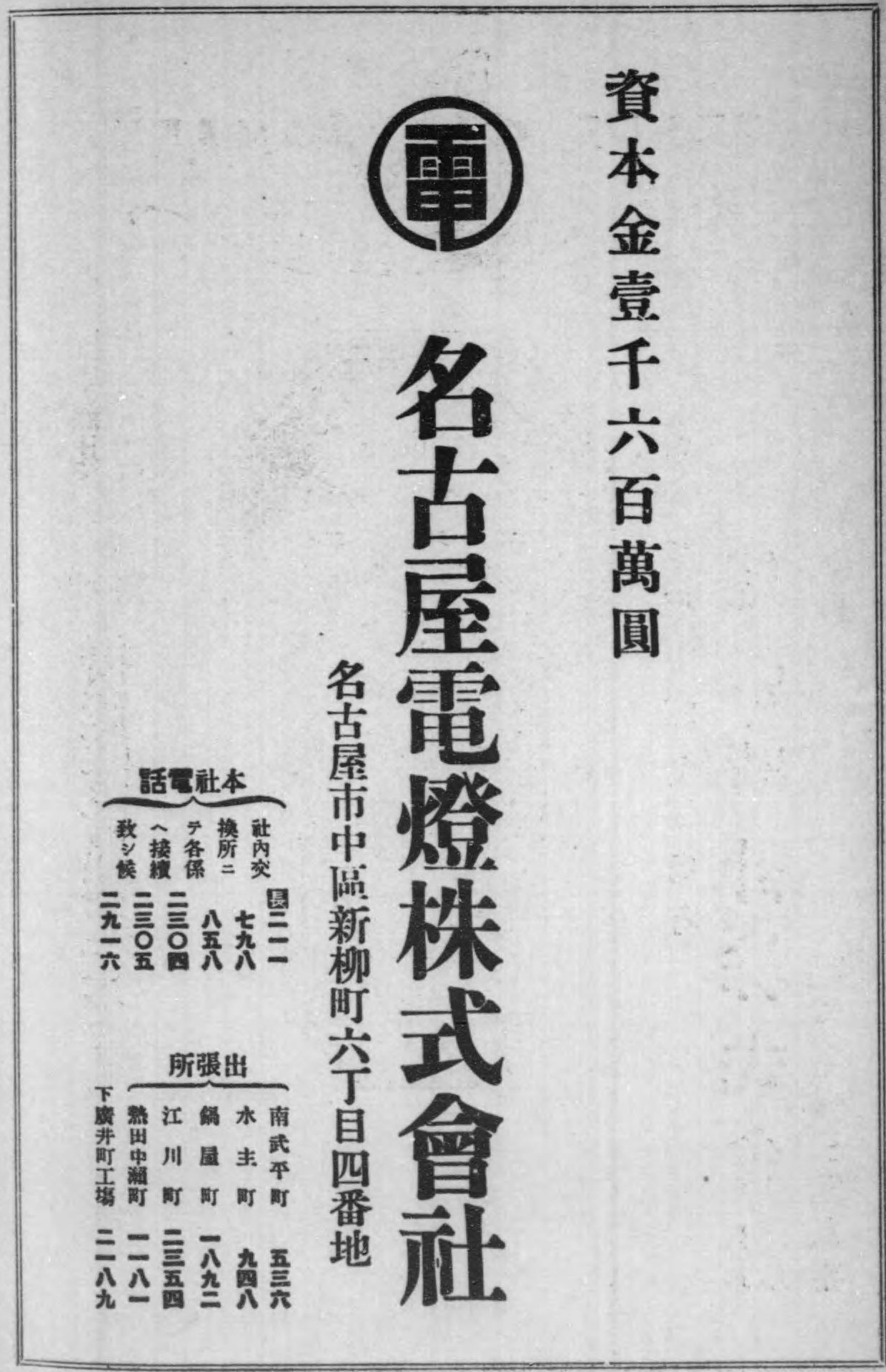
1914年名古屋电灯的广告。

名古屋电灯原本是由旧尾張藩的士族创立的公司，成立于1887年（明治20年），并于1889年（明治22年）正式开业。当时，东京和关西已有3个城市已经开始了电气事业，名古屋电灯成为继这些城市之后日本第五家、中部地方首家电气事业公司。开业初期，公司规模较小，仅通过小型火力发电站向发电站周边供电，但逐渐扩大规模，特别是在明治末期完成了长良川和木曾川两座大型水力发电站后，公司规模大幅扩展。在这一过程中，后来被称为“电力王”的实业家福泽桃介收购了公司股份并进入公司管理层，于1914年（大正3年）就任社长。此后，直到公司更名为关西电气的7年间，福泽一直推行积极的经营策略。
在福泽时代的名古屋电灯，公司内部设立了“制钢部”、“制铁部”和“临时建设部”三个部门。其中，“制钢部”旨在生产特殊钢，并于1916年投产时，作为电气制钢所独立分拆。“制铁部”是旨在推动制铁事业发展的部门，“临时建设部”则负责木曾川和矢作川的水力开发，这两个部门于1918年合并分拆为木曾电气制铁。随着木曾电气制铁的成立，电源开发由该公司负责，名古屋电灯则从该公司批发电力，专注于配电事业。此后，名古屋电灯积极推动周边电气公司的合并，到1921年为止共合并了6家公司，并将供电区域扩展至岐阜县和静冈县。
1921年10月，名古屋电灯与奈良的关西水力电气合并，成为关西电气。由于存续公司是关西水力电气一方，名义上名古屋电灯至此解散，但总部和经营层仍保持名古屋电灯时代的原样，因此实质上是由名古屋电灯合并了关西水力电气。然而，同年12月，福泽桃介辞去社长职务，由松永安左卫门等九州電燈鐵道的经营层接任。1922年6月，关西电气与九州电灯铁道合并，更名为东邦电力，发展成为一家横跨中部、关西和九州的大型电力公司。与此同时，木曾电气制铁则转向向关西地区输电，成为大同电力。大同电力继续向东邦电力供应电力，但作为一家以向关西地区供电为主的批发公司，逐渐发展壮大。
名古屋电灯的供电区域和发电厂，在经过东邦电力及其后的重组后，现在基本上由中部电力继承，但木曾川的发电厂则由关西电力继承。

## 历史

### 创立
名古屋电灯是一家诞生于士族授产政策的公司，最初由原尾张藩的士族成立，以士族授产为背景设立的电力公司仅名古屋电灯一家。1876年明治政府实施秩祿處分，士族因失去俸禄陷入困境。为救济士族并促进殖产兴业，明治政府从1879年至1890年间向士族提供了“劝業資金”，的贷款，名古屋电灯的设立正是利用了这笔“劝業資金”。获得资金后，士族们开始讨论如何利用这些资金开展事业，最后在爱知县县卫生课长丹羽精五郎建议下，通过演示活动，士族和县知事对电灯事业的支持达成一致。然而，由于资金总共被分配给14个项目，电灯事业的实际仅分配到“劝業資金”总额的7成。
随着决定启动电灯事业，99位士族的代表向县政府申请，将新公司的所有事务全权委托给县政府。因此，这项事业由县政府主导推进。在此过程中，知事胜间田稔考虑到仅由对商业缺乏经验的士族经营存在风险，以及资金不足问题，决定采用士族与商人集团共同经营的方针。响应知事号召参与计划的商人共11人。1887年（明治20年）9月20日，相关公司章程确立，次日，这11人作为发起人向爱知县提交了“名古屋电灯公司设立申请”。 22日设立申请获批，名古屋电灯成为继东京电灯之后，日本第2家获得电灯事业许可的公司。
然而，1888年8月，参与创立的11位商人因转投资尾張紡績等原因退出了项目，名古屋电灯不得不以士族单独经营的形式重新出发。在发起人退出的同时，公司在开业前还面临着明治政府要求返还一部分劝業資本金的劝業資本金返纳问题。为解决这一问题，爱知县将原本贷给已关闭的士族就产所的劝業資本金1万日元转贷给名古屋电灯，通过这种方式，公司大幅减少需要返还的资金。此外，士族就产所的清算剩余金，以及藩主尾張德川家和家老成濑家向士族就产所捐赠的资金也被转入名古屋电灯。最终，公司资本金达到了7万8800日元。
根据资本金7万8800日元，单股面值被设定为50日元，发行股份总数为1576股。然而名古屋电灯的股东则几乎涵盖了尾张藩的9000多名旧士族成员，由于股东人数远超股份总数，许多士族无法持有完整一股。为此，公司首先向士族颁发了一种名为「分头证明」的文件，用以明确个人应得份额。之后，股东之间可以调整持有的份额，当个人份额累计达到50日元时，便可将「分头证明」换取一股股份，最终在1893年年底完成了所有股份的发行手续。

### 开业

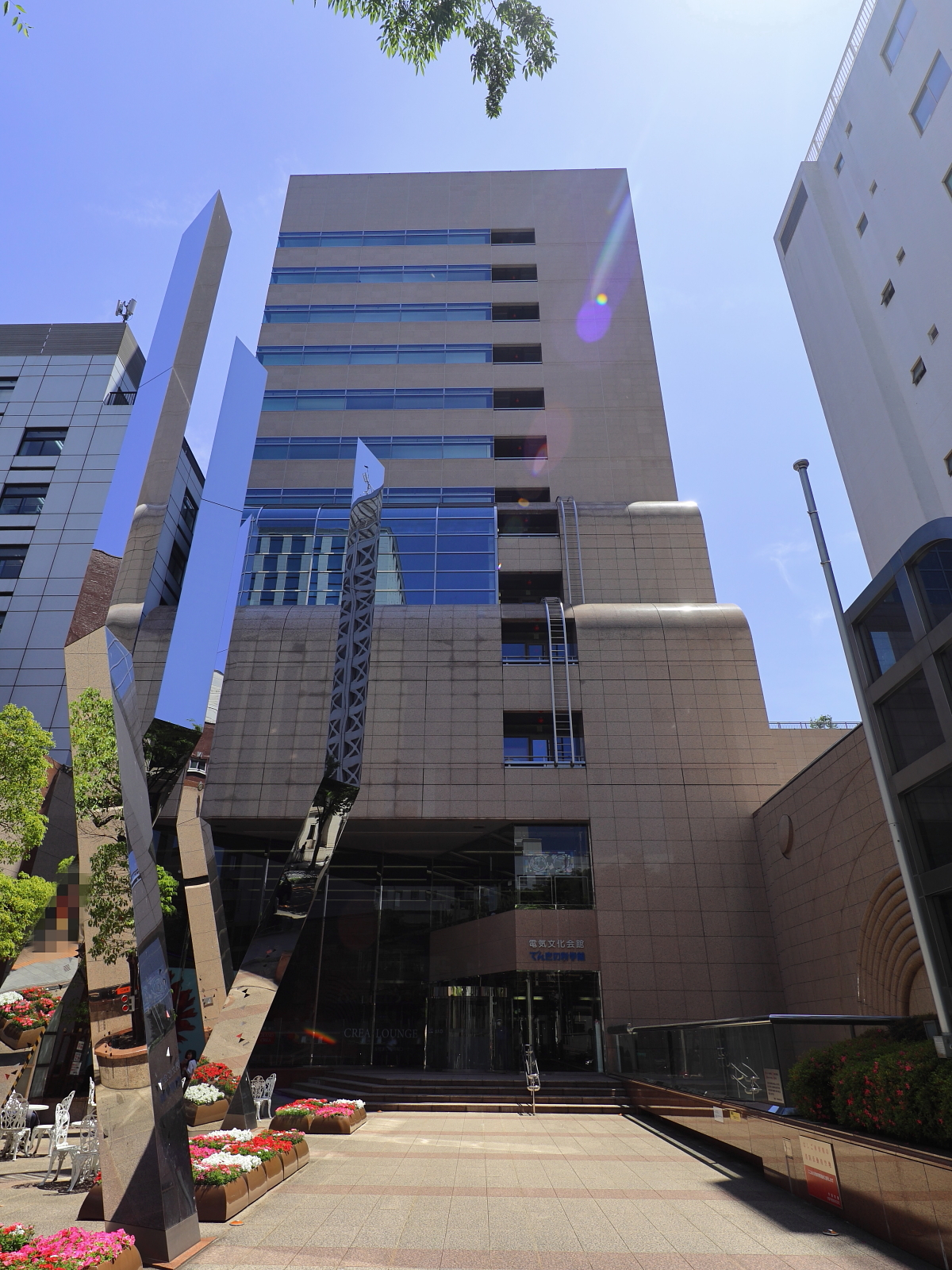
在第一发电站旧址建立的電气文化会館

名古屋电灯以名古屋市南长岛町和入江町（现为中区荣二丁目）之间的约360坪土地作为总部和发电站用地，随后，于1888年11月在该地设立总部，同时在发电站安装了从美国进口的锅炉和蒸汽机，以及从德国进口的发电机（总功率100千瓦）。发电站被命名为“电灯中央局”（后称为第一发电站），安装发电机的工程則由东京电灯负责。1889年5月，名古屋电灯获得了在本町等市内41个町铺设配电线的许可。
1889年11月3日，名古屋电灯的发电站竣工。然而，由于灯泡在运输途中因船只沉没而未能及时送达，导致开业日期推迟了一个月，最终在12月15日正式开业。名古屋电灯的开业距离东京电灯于1887年11月在东京开启日本首个电力供应业务已有两年时间，成为继东京电灯、神户电灯、大阪电灯和京都电灯之后的日本第5家电力供应企业。不过，在1889年4月，热田区的尾張紡績厂自建的发电设施已完工，并自7月起在电灯的照明下进行夜间生产。因此，尽管名古屋电灯的开业标志着电灯供应业务的开始，但并非首次在名古屋市应用电灯。1890年1月10日，名古屋电灯在市内南桑名町的千岁座举行了盛大的开业典礼，共计700余人参加了仪式，会场内点亮了200盏电灯。
开业初期的名古屋电灯仅提供电灯服务，供电灯数仅有400余盏。1891年10月28日，濃尾地震发生，名古屋地区遭受严重破坏。名古屋电灯的发电站也受到损坏，被迫停电2个月。然而，这次地震让人们认识到电灯火灾风险低的显著优点，因此电灯需求快速增长，特别是次年春天名古屋接连发生的大火更推动了电灯的普及，因为火灾被认为是由煤油燈和蜡烛引发的。与此同时，名古屋电灯还在电灯事业尚未开展的地区进行出差点灯服务，例如：1892年期间，公司将小型发电机运至三重县的桑名、四日市以及石川县的金泽等地，并安装电灯。为应对不断扩大的需求，名古屋电灯于1893年对第一发电站进行了首次扩建。次年，又进行了第二次扩建，并将公司资本金翻倍至16万日元。

### 竞争
在名古屋市内，早在名古屋电灯开业之前，就已出现设立其他电灯公司的动向，尽管这一计划曾于1889年6月至7月期间在新闻报道中出现，但最终不了了之。然而，名古屋电灯在开业后很快便迎来了竞争对手“爱知电灯”的出现。爱知电灯成立的动机，据称是对名古屋电灯经营方式的不满，其中一例是与位于大须的游廓“旭廓”，相关的供电问题。1892年3月，大须地区发生了严重火灾，旭廓也受到波及。此后，旭廓的经营者们汲取火灾教训，决定全面废除煤油灯，改为使用电灯，并向名古屋电灯申请以特别优惠价格提供电力。然而，名古屋电灯拒绝向游廓供电的请求。
对名古屋电灯感到不满的旭廓经营者们联合起来，以旭廓为主要营业区域成立了爱知电灯，在1894年1月获得电气事业的许可，并于同年3月正式成立，11月20日开始营业，供电范围包括旭廓及其与发电站之间沿途的区域。随着爱知电灯的出现，名古屋电灯从1895年1月起将电灯费降低了约两成。这一降价策略带来了更高的需求增长，但当时正值中日甲午战争爆发，燃煤价格上涨，对名古屋电灯的经营造成了一定压力。
针对名古屋电灯与爱知电灯之间的竞争，日本电气协会从1895年11月开始介入推动两家公司合并。然而，由于名古屋电灯内部意见不统一，合并谈判一度延宕，直至1896年1月双方最终达成协议，由名古屋电灯吸收合并爱知电灯。两家公司于3月签订合并合同，协议内容包括：存续公司名古屋电灯的资本从16万日元增加至50万日元，其中包含吸收解散的爱知电灯的15万日元资本，并向两家公司的股东分配股份。
与爱知电灯的合并于1896年4月2日的股东大会上获得批准并正式实施。通过增资获得的资金被用于建设第三发电站（水主町发电站），该发电站于1901年7月完工。这一时期，名古屋电灯开始在传统电灯供电之外，新增用于照明以外的电力供给 (包括电动机)。

### 水电开发
1905年作为继爱知电灯之后的新竞争对手，东海电气在名古屋的电灯市场中崭露头角。东海电气的前身是由冈崎电灯的经营者为主成立的三河电力，该公司于1901年3月成立，随着业务扩展至名古屋地区，更名为东海电气，并于1906年3月将总部迁至名古屋市。东海电气在矢作川支流田代川建设小原发电站（输出功率200千瓦），东海电气凭借水力发电的低成本提供低价电力服务，成功吸引了部分大客户，包括名古屋市内驻扎的日本陆军第三师团部队，从而扩大了市场份额。
面对东海电气的竞争，名古屋电灯采取了降低竞争区域电价的对策，但导致同一城市中隔街而居的用户电价不同的奇怪局面。此外，受日俄战争影响，灯油价格上涨，促使大量用户转向使用电灯，进一步加剧了名古屋电灯的供电压力，甚至不得不暂停新用户的接入申请；名古屋电灯供电能力不足也为东海电气的扩张创造了条件。双方在名古屋市内激烈的竞争对名古屋电灯和的东海电气的经营造成了巨大压力，最终促成了名古屋电灯与东海电气之间的合并意向。
1906年12月，名古屋电灯与东海电气签署了合并合同，合并条件包括：将存续公司名古屋电灯的资本从100万日元增加至125万日元，东海电气的股东除了获得名古屋电灯的新股票外，还将额外获得15万日元。1907年3月25日，两家公司在股东大会上批准了合并方案，并于同年6月1日正式完成合并。通过此次合并，名古屋电灯接管了小原发电站，并继承了正在建设中的巴川发电站，该发电站于1908年2月完工。
在与东海电气合并之前，名古屋电灯的电力供应完全依赖火力发电。日俄战争结束后，公司开始计划向水力发电领域进军，并着手调查木曾川水系的开发可能性。然而，1906年2月，一项关于长良川水力发电开发的计划引起了名古屋电灯的兴趣，公司决定优先开发长良川。长良川的开发最初由旧岩村藩藩士小林重正提出。他的计划是在岐阜县武仪郡洲原村立花（现美浓市立花）建设发电站。小林于1898年获得了水利权，并取得了“岐阜水力电气”的事业许可。然而，因各种原因该项目未能实现，直到1904年该许可失效。
在此期间，曾参与小林项目的野口遵向名古屋电灯推荐了这一计划，提议公司接手开发。经过评估，名古屋电灯决定接受这一建议。1907年5月，公司在股东大会上获得了关于建设长良川发电站的批准。在发电厂施工期间，爱知县决定于名古屋市鶴舞公園举办第10届关西府县联合共进会，名古屋电灯承接了展会会场内外所有灯光照明的工作，县政府要求发电站必须在展会开幕前完工，甚至县知事和名古屋市长还亲自视察工程进度，对名古屋电灯施加了不小的压力。名古屋电灯方面将此事视为关系公司命运的重要任务，最终在展会开幕前两天完成施工，并于1910年3月15日——展会开幕的前一天，正式启用长良川发电站输电，发电站的总输出功率为4,200千瓦。
尽管长良川发电站如期竣工，但其建设期间的资金筹措并不顺利。公司早在1907年3月的股东大会上便通过了将资本金从125万日元大幅增至525万日元的决议。然而，由于日俄战争后的经济萧条，股金缴纳进展迟缓。1908年7月，公司股东大会决定向保险公司借贷50万日元，并在随后多次追加借款。这些大量借款导致了利息负担的急剧增加，从而扩大了支出，導致股票分紅下降，股价下跌，股东的不满情绪逐渐高涨。面对业绩低迷和股东压力，一部分股东开始追究公司管理层的责任，为公司后续的经营策略和领导权更迭埋下了伏笔。

### 电灯与煤氣燈
除了电力公司之间的竞争，名古屋电灯还面临名古屋瓦斯的竞争。名古屋瓦斯于1906年11月成立，并在1907年10月开始供应煤气。当时，煤气的主要用途并非用于炊事等热能需求，而是用作照明，即煤氣燈为主，成为供应电灯用电的名古屋电灯的直接竞争对手。名古屋瓦斯到开业第三年的1910年，其用于照明的煤气孔数有2.6万个，达到名古屋电灯供电电灯数7.6万个的三分之一。在此后的几年中，名古屋瓦斯的照明需求增长速度持续超过名古屋电灯的电灯使用增长速度。
电灯与煤气灯的竞争主要源于当时使用的碳絲白熾燈（使用碳纤维作为灯丝的白炽灯）在价格和亮度上均不如煤气灯有优势。然而，随着大正時代初期鎢絲燈泡的普及，电灯逐渐占据上风。此外，第一次世界大战期间煤价飙升，导致煤气价格上涨，煤气灯的竞争力被削弱，名古屋瓦斯最终放棄照明事业，转向致力於供热。

### 收购名古屋电力
长良川发电站建设期间，木曾川的八百津发电站工程也在同步进行。八百津发电站的项目由新成立的电力公司——名古屋电力推動。1906年10月名古屋电力成立，尽管名古屋电力成功创立，但由于公司成立后日本经济不景气，导致资金短缺，八百津发电站建设被迫推迟至1908年1月才开工。
另一方面，名古屋电灯也因长良川发电站建设资金筹措不利，在股东中形成了两个派别：对公司管理层不满的股东组成“革新会”，而支持现任管理层的股东则组织了“同盟会”，双方围绕公司控制权展开争夺。在这一背景下，1908年8月，关于为长良川发电站建设筹措50万日元借款的股东大会决议，一名股东提起诉讼，认为该决议无效。尽管最终大审院在1909年10月判决公司胜诉，但期间又曝出员工挪用公款的案件，进一步激化了股东的不满。同年10月，不满的股东向名古屋地方裁判所提起诉讼，要求对公司运营状况进行调查。法院受理了诉讼，并任命三井銀行名古屋分行行长矢田绩和律师大喜多寅之助为检察员。
在这些内部纷争持续的同时，东京实业家福泽桃介开始大规模收购名古屋电灯的股份。福泽因日俄战争后的股票市场获利而积累财富，并逐渐将投资范围扩大，当矢田绩在检察员任职期间向他展示审查资料并邀请他参与公司管理后，福泽决定投资名古屋电灯。1909年2月，福泽前往名古屋，同年3月福泽的名字出现在名古屋电灯的股东名册上，随后不断增持股份。在1910年6月底持有超过1万股，跃升为最大股东。据相关人士透露，福泽的收购资金来自三菱銀行。面对福泽的进入，名古屋电灯在1909年7月，接受矢田绩的建议，聘请福泽为顾问；次年1月的股东大会上，福泽被选为董事，5月升任常务董事。福泽的加入受到对现任管理层持批评态度的“革新会”欢迎。
加入名古屋电灯管理层的福泽桃介，在收购股票时并不知晓存在竞争对手名古屋电力。然而，当时新兴的名古屋电力与名古屋电灯相比，实力明显更强。名古屋电力的八百津发电站发电能力约是名古屋电灯长良川发电站的两倍，其实收资本金高达425万日元，而名古屋电灯为265万日元，接近两倍的差距。一旦名古屋电力开业并开始向名古屋地区供电，无疑将对名古屋电灯构成重大威胁。
因此，福泽桃介进入名古屋电灯后，迅速推动与名古屋电力的合并。名古屋电力方面因资金短缺，很快表态同意合并；反倒是名古屋电灯内部股东的反对成为主要障碍。反对派以士族股东和旧爱知电灯的股东为主，他们担忧合并后股息可能下降。为化解矛盾，双方达成以下合并条件：解散的名古屋电力有500万日元资本金，但名古屋电灯仅增资250万日元，同时将由此产生的差额用于设立“股息补充金”，以保障既有的股东分红。1910年8月26日，名古屋电力的合并方案在临时股东大会上获得通过。但随后在增加董事和监事人数的问题上，大会陷入了争议。最终双方于10月28日妥协，但福泽桃介因此辞去了常务职务，仅保留董事身份，暂时退出公司管理层。

### 福泽就任社長

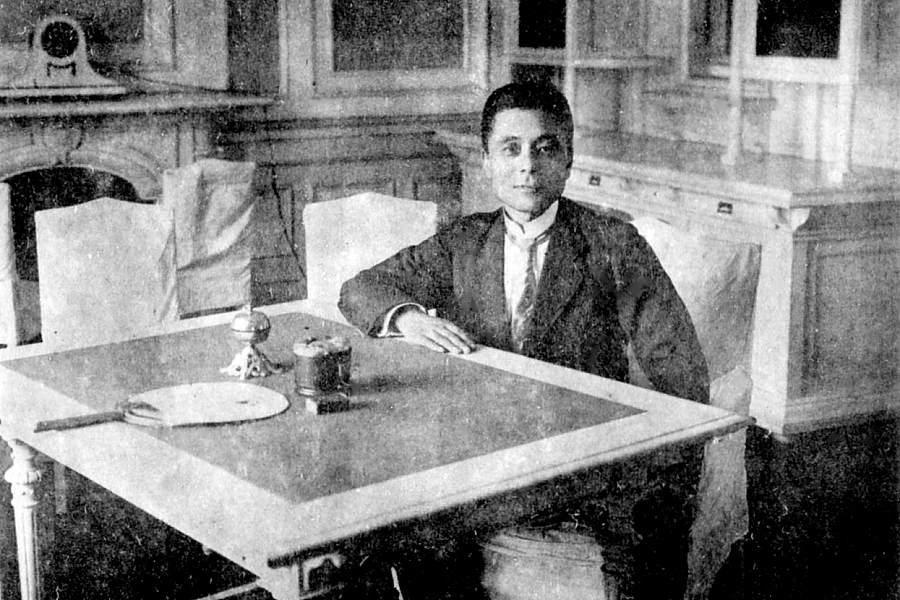
福泽桃介 (摄于名古屋电灯总部接待室)

通过合并名古屋电力，名古屋电灯接手了八百津发电站的建设。然而，八百津发电站从动工伊始，工程就异常艰难，移交名古屋电灯后问题依旧不断，直至1911年12月才开始送电。建设期间公司决定增资，使资本金达到1600万日元。
拥有长良川发电站（4,200千瓦）和八百津发电站（7,500千瓦）的名古屋电灯致力于开拓大客户，主要扩大电力供应。然而，两座发电站的高额建设费用给公司财务带来了沉重负担。尽管通过动用配当补充金来维持股东分红，但在1912年，公司不得不将年分红率从12%下调至9%。业绩的下滑加剧了股东对现任管理层的不满，也让许多人对在丰桥电气的扩张和成立九州電燈鐵道中表现优异的福泽桃介寄予厚望，希望他能重新回归公司管理。
随着批评声音的增强，同年12月，公司董监事全体辞职，并在随后的股东大会上进行了全面改选。在这次董事会的全面改选后，福泽回归公司并再次担任常务职务。掌握经营大权的福泽从九州电灯铁道挖角了角田正喬，任命其为名古屋电灯的总经理，并致力于改善公司经营。然而在1913年（大正2年）秋，社长加藤重三郎因涉及大须游廓搬迁的贪腐事件被起诉。在案件审理期间，由于加藤无法履行社长职责，1913年9月，福泽被指名为代理社长。随后，加藤正式辞去社长职务，福泽于1914年12月接任为新任社长。
之后，下出民義于1918年2月被任命为副社长。福泽担任社长后，依然主要在东京活動。因此，公司内部形成了福泽负责人员和金融事务，下出负责日常运营的双重领导体制。这一分工明确的管理模式为名古屋电灯的经营奠定了稳定的基础。

### 扩大投资

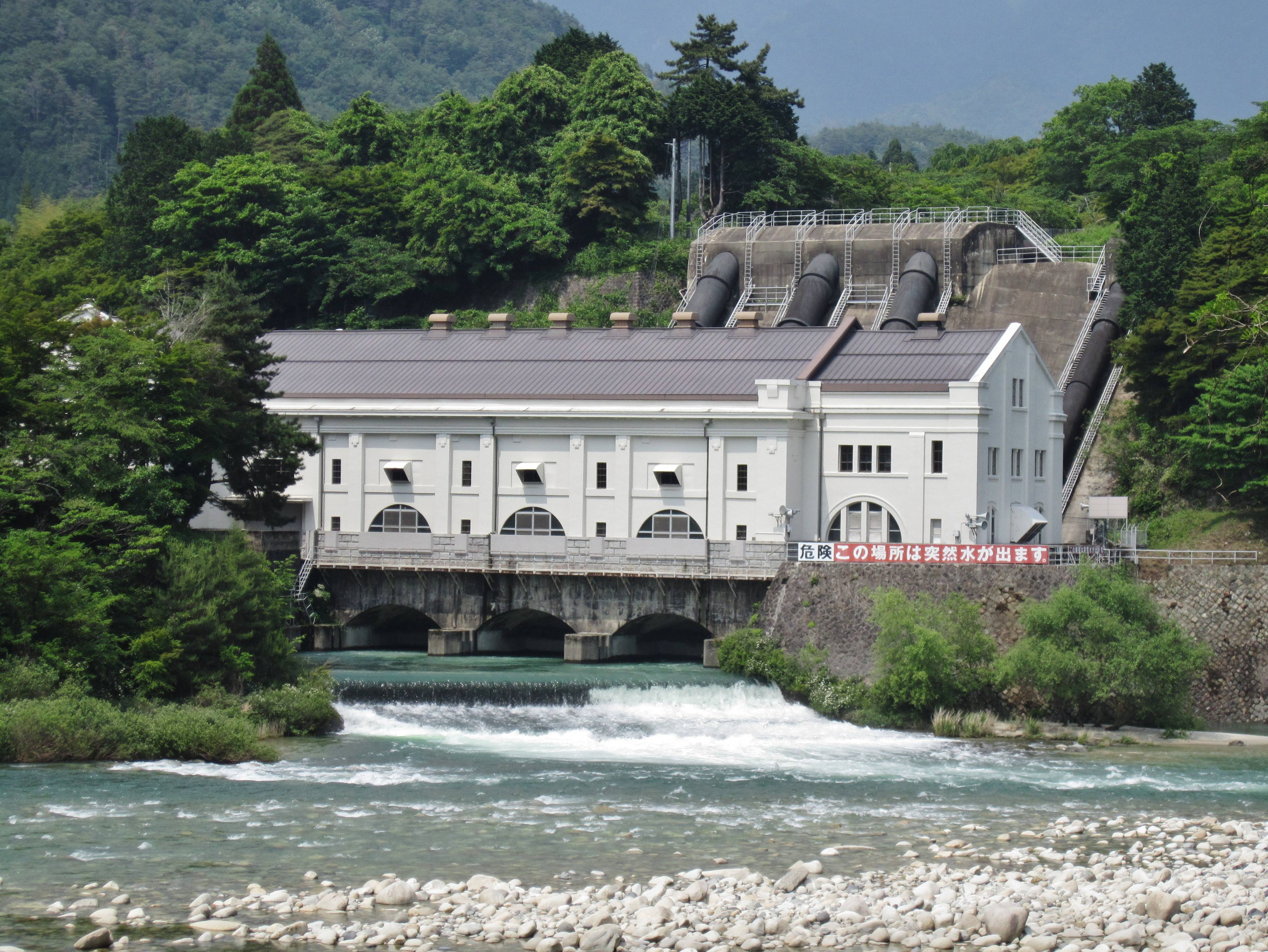
贱母发电站。

1910年代中后期福泽开始着手扩大木曾川的开发，1914年名古屋电灯设立了“臨時建設部”，以规划木曾川的开发计划。除了扩大木曾川的开发，福泽还计划利用名古屋电灯剩余电力进军生产铁合金及特殊钢等产品的“电气制钢”领域。1915年10月，公司设立了“制钢部”，并开始建设工厂。1916年8月19日，随着工厂投入运营，“制钢部”被独立，成立资本金为50万日元的电气制钢所，由于正值第一次世界大战期间铁钢价格高涨，电气制钢所在开业初期业绩便非常出色。
随着一战带来的大戰景氣，造成电力需求激增，使得此前为余电问题苦恼的名古屋电灯转而面临供电能力不足的问题。为应对需求，1915年9月，公司新建了一座施工周期较短的火力发电厂——热田发电站。随后，1916年2月，名古屋电灯扩充了临时建设部，正式启动水力开发工作；同年5月，利用八百津发电站的放水落差，建设了放水口发电站。
1917年6月受电气制钢所繁荣发展的启发，名古屋电灯于成立了“制铁部”，开始研究通过电气生产生铁的“电气制铁”技术。1918年4月，公司在矢作川完成了串原临时发电站的施工；同时在木曾川开工建设了比八百津发电站规模更大的贱母发电站，该发电站的设计输出功率达12.6MW。1918年9月8日，名古屋电灯以木曾川的水利权、建设中的贱母发电站、矢作川的串原临时发电站，以及筹备中的电气炼铁事业相关资产作为实物出资（价值估计200万日元），成立了木曾电气制铁。新公司由福泽桃介兼任社长，注册资本达1700万日元，比母公司名古屋电灯的1600万日元还要高。通过设立新公司，名古屋电灯的临时建设部门实现独立，从此木曾电气制铁负责所有电源开发工作，名古屋电灯则专注于配电业务。
在电气炼铁事业方面，在木曾电气制铁成立同日，位于名古屋市内的炼铁工厂也开始运营。然而，新公司的电气炼铁事业不久便因技术问题陷入困境，被迫停止生产。因此，有观点认为，当时备受关注的电气炼铁事业实际上只是为了确保木曾川水利权而打出的幌子。后来，木曾电气制铁将业务从炼铁转向铸钢生产。木曾电气制铁于1919年更名为木曾电气兴业。
1919年11月，木曾电气兴业与京阪電鐵共同出资设立了大阪送电，计划向關西地區输电。1921年2月，大阪送电、木曾电气兴业和日本水力三家公司合并，成立了大同电力；同年11月，木曾电气兴业将其制铁部门分离，成立了初代大同制钢。1922年7月，大同制钢接收了电气制钢所的钢铁部门，整合形成了大同电气制钢所，这一整合标志着以名古屋电灯旗下的钢铁制造企业完成了统一。随后大同电气制钢所更名为第二代大同制钢，即今天大同特殊钢的前身。而原本的电气制钢所则转型为负责向长野县木曾地区供电的木曾川电力，一直存续至1942年（昭和17年）。

### 合并与解散
1920年~1921年名古屋電灯短期間内接连合并6间电力公司，包括一宫电气・岐阜电气・丰桥电气・板取川电气・尾北电气・美濃電化肥料，经过此轮合并，名古屋電灯的資本金达到4848万7250日元。在合并的同时，名古屋电灯也积极收购其他企业的股份。1919年12月，当知多半島的爱知电气铁道决定增资时，名古屋电灯认购了2万股新股，成为其第一大股东；此外，名古屋电灯还成为中岛郡稻泽町稻泽电灯的主要股东。另一方面，名古屋电灯也曾计划合并以岡崎市为的冈崎电灯，但进展并不顺利，原因是冈崎电灯的部分高层坚持拒绝与其他公司合并。
1921年3月31日，为了獲得關西水力電氣的電力供應，名古屋电灯与关西水力电气签订了合并意向协议。这次合并与以往不同，名古屋电灯作为被合并公司，而关西水力电气作为存续公司。双方的合并条件为：通过合并增资，使合并后的资本金总额达到6914万9650日元。随之发行的新股共129万2993股，以名古屋电灯解散时的股东每持有3股兑换新公司4股的方式交付给名古屋电灯的股东。随着此次合并的实施，名古屋电灯解散，成立关西电气。

## 关西电气

### 合并过程
关西水力电气1905年11月29日由奈良县奈良市成立，继承了原本奈良电灯的业务，不仅向奈良市提供电力，还逐步扩展供电区域至山邊郡丹波市町（现天理市）、高市郡八木町（现橿原市）、以及北葛城郡高田町（现大和高田市）。在与名古屋电灯合并时，关西水力电气的资本金为450万元。在名古屋电灯与关西水力电气合并的过程中，虽然名古屋电灯解散，但其具体原因并未得到管理层的详细解释。据当地报纸《新爱知》的推测，合并对双方股东都有利：关西水力电气希望通过吸收规模较大的公司来推动股价上涨，而名古屋电灯的股东则可以通过增加持股数或获取合并补偿金等方式获益。
在1921年4月28日和29日，名古屋电灯与关西水力电气分别召开股东大会，并通过了合并提案。同年9月14日，合并得到了逓信省的批准，并最终在1921年10月18日完成。合并完成的同日，名古屋电灯正式解散，关西水力电气也更名为关西电气。尽管在形式上存续公司是关西水力电气，但从公司总部设于名古屋电灯旧本社大楼，以及新公司的高层仍主要由名古屋电灯的管理层构成，可以看出实际上是规模更大的名古屋电灯对关西水力电气的吸收。

### 介入政争
在1920年前后，名古屋电灯在合并关西水力电气过程中，还卷入围绕公司与名古屋市政府之间报偿契约有关的政治斗争。这份契约早在1908年4月与名古屋市签订，其主要条款包括：
- 名古屋电灯须在每个决算期向名古屋市缴纳利润4%作为报偿金，1917年修订为5%。
- 电价调整或其他电力公司的合并需经名古屋市政府批准。
- 名古屋市允许名古屋电灯在道路、桥梁、建筑物及其他市政府所有设施上设置电线杆、管线等设备，免除使用费及特别税。并承诺不赋予除名古屋电灯与名古屋电力外其他电力公司类似权利。
- 契约有效期为25年，契约期满后，名古屋市政府有权将名古屋电灯的业务市营化。

由于契约对电价和合并的限制，对名古屋电灯的扩展战略形成掣肘，名古屋电灯于是开始推动废除对公司不利的报偿契约。
1920年4月《道路法》实施，名古屋电灯主张该法律的实施引发了对报偿契约有效性的质疑。当时名古屋市议会的多数派是立憲政友會的议员，立宪政友会系议员中有许多是名古屋电灯的相关人员，名古屋电灯因此政界有很大影响力，也为公司嘗試修改报偿契约及业务扩展奠定了一定的政治基础。1921年6月，亲名古屋电灯势力在议会运作，将大喜多寅之助选举为市长。
同年9月，名古屋电灯与关西水力电气的合并承认议案在名古屋市议会上接受审议。议会中的反对派对合并议案提出了激烈批评，反对派认为名古屋电灯频繁推进合并，是为了抬高市政府未来收购的成本，迫使市政府放弃公营化；另外，将木曽电气兴业独立为子公司，是为了将木曽川的水利权排除在原有的报偿契约范围之外。但在市议会中占多数的亲名古屋电灯势力仍通过了将议案提交至委员会审议的提案。委员会审议结果支持批准合并，但提出附加条件，即报偿契约需由关西水力电气继承。
10月，名古屋市议员选举成为市民对亲名古屋电灯势力不满的集中爆发点。反对派候选人在竞选活动中广泛批评亲名古屋电灯势力，获得了大量市民支持。最终选举结果显示反对派获得了重大胜利，亲名古屋电灯势力的核心人物之一、前名古屋电灯社长加藤重三郎落选。这标志着亲名古屋电灯势力在议会中的主导地位被瓦解。1921年11月，反对派主导的议会通过了对亲名古屋电灯的市长大喜多的不信任案，大喜多被迫下台。随着大喜多的辞职，名古屋电灯（关西电气）废除或修改报偿契约的努力也宣告失败。

### 成立东邦电力

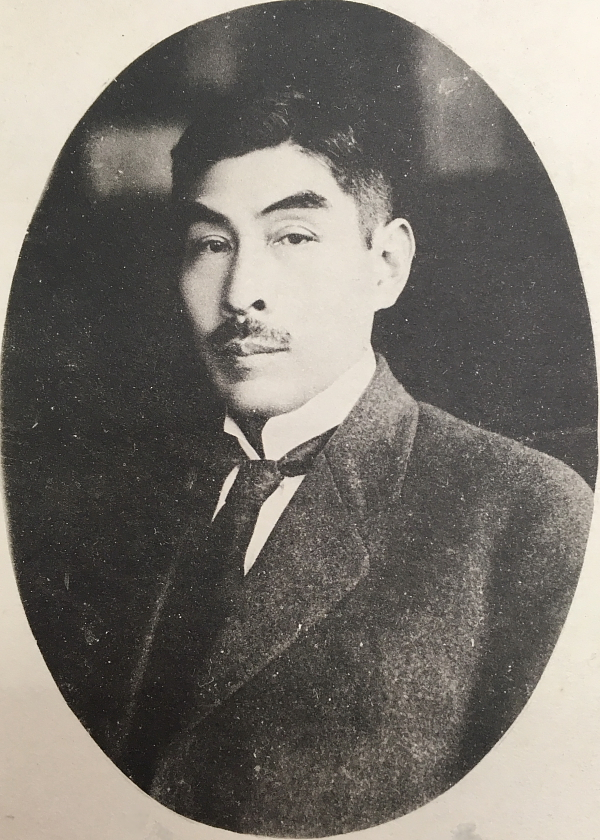
松永安左衛門

在市议会内的政治争斗之外，名古屋电灯与后继的关西电气的经营环境也出现了恶化，问题出在供电和财务问题，供电方面由于名古屋市区扩张，但供电设施未能及时跟进，供电不足问题日益严重，尤其是以水力发电为主的供电结构在枯水期显得特别脆弱，导致频繁停电，引发了当地居民的不满。财务问题方面公司为了筹集资金，采取了提高股息的策略，而带来财务压力，外界批评认为，高股息是为了图利作为公司最大股东的福泽桃介本人。
1921年11月16日，福泽桃介宣布辞去关西电气社长一职，同时宣布副社长下出民义及董事兼松熙也将辞职。福泽表示辞职的原因并非外界所猜测的各种传言，而是基于自己的信念，即在公司经营顺利时退出。1921年12月23日，福泽桃介及其团队正式辞任。新任社长由九州电灯铁道社长伊丹弥太郎担任，新任副社长则为九州电灯铁道常务松永安左衛門，当时九州电灯铁道已是福冈地区电力事业的重要经营者。
在新管理层上任时，关西电气与九州电灯铁道的合并计划已经敲定，两家公司于12月25日签署了合并协议。合并条款规定，关西电气作为存续公司，将增资至与九州电灯铁道同等的5000万日元，并按1:1的比例向九州电灯铁道的股东分配新股。关西电气希望通过与九州电灯铁道整合，进一步壮大实力，并扩大电力供应范围。根据继承福泽职位的松永回忆，福泽因因与外界的矛盾而陷入困境，为了打破局面，他将名古屋电灯与关西水力电气合并，但事态仍进一步恶化，因此他再将公司与九州电灯铁道合并，并让松永接替自己。
福泽本人在晚年表示，出于受到名古屋的财界大佬排挤的反抗心理，他企图向关西扩展业务，并为了集中精力开发木曾川，即成立大同电力。同时代的实业家青木镰太郎则指出，福泽等人的辞职，很大程度上是因为他们与市议会的政友会议员联手控制市政而受到批评。关西电气与九州电灯铁道的合并于1922年5月31日获得递信省的批准。资本金超过1亿日元，供电区域扩展到包括12个府县。由于营业范围超越“关西”地域，公司决定公开征集新名称，并于同年6月26日的股东大会上决定更改公司名称为“东邦电力株式会社”。同时，公司的总部地址也从名古屋改为东京，并将总部迁至东京海上大厦。从此名古屋电灯经过关西电气发展而来的东邦电力，作为战前“五大电力”之一，一直活跃到1942年（昭和17年）解散为止。

## 事业发展

### 開業初期
根据名古屋电灯在1889年6月开业前制作的广告，最初的配电区域被指定为以现名古屋市荣二丁目的发电站为起点，周围共计41个町的区域。同年12月15日开业时，配电线的长度超过14公里，用户数为241户，点亮的电灯数量为400余盏。
开业时，电灯的点亮时间是从日落后3小时内，称为“3小时灯”。1890年2月，新增了从日落到23时点亮的“5小时灯”，随后逐步扩大供应时间，推出了到0时的“半夜灯”和到次日2时的“2时灯”，并于同年4月设置了“终夜灯”。根据前述开业前的广告，供应方式分为三种：按点亮时间收费的“定时灯”；按使用电量收费的“不定时灯”；以及针对大客户允许预付款的“特约灯”。另外，电灯装设费用由公司承担。
开业一年后的1890年11月，名古屋电灯开始向陆军第三师团的市内各部队供电。随后，逐步向政府机关、银行、公司等供电，这也带动了一般家庭的需求。到同年年底，白炽灯的数量达到1,157盏，在开业一年内增长了近三倍。

### 1890年代
1891年1月，帝国议会临时议事堂发生火灾。由于传闻火灾原因是漏电，名古屋电灯的用户纷纷取消点灯服务，导致需求增长一度停滞。为此，名古屋电灯于2月邀请政府官员和用户进行实地实验，宣传电灯的安全性。紧接着，10月28日发生了浓尾地震。名古屋电灯也受到灾害影响，被迫停止供电，直到12月28日才恢复供电。
然而，这次地震却成为向市民普及电灯安全性的良机，震灾后电灯需求急剧增加。1892年3月大须大火发生后，接连发生的火灾中，传闻起火原因是煤油灯或蜡烛，这进一步推动了电灯需求的增长。1893年11月，公司制定了《点灯规则》，并于1894年1月1日起实施。规则中规定的白炽灯泡烛光数有5、10、16、25、32、50和100烛光共7种，以10烛光终夜灯为例，月费为1日元12钱（若使用公司提供的灯泡则为1日元45钱）。
1894年11月，名古屋市内新成立的爱知电灯公司正式开业，成为名古屋电灯的直接竞争对手。为了应对竞争，名古屋电灯在次年（1895年1月）主动降低电费，以此争取更多客户。降价策略成功刺激了电力需求，导致用电量激增。1896年5月，名古屋电灯与爱知电灯合并，结束了竞争。同年12月，名古屋电灯因成本上升首次提高电费，结束了之前的降价策略。1897年3月、1898年3月，公司又连续两次上调电费，调整后的电费10烛光的終夜灯每月收费1日元28钱，相较于此前有所上涨。1899年在开业10周年时，点亮的电灯数量为8,854盏。

### 1900年代
1902年下半年，名古屋电灯开始为电动机提供电力供应。最初的需求仅为一台电动机，且仅在夜间供电，但随着日俄战争爆发带来的军需品制造等需求，电力需求逐渐增加，1904年10月，白天也开始供电。根据1904年6月制定的电力供应规则，电力费用采用固定费率制，无论使用时间长短均按固定金额收费，1马力电动机的月费为12日元。1904年1月，三河电力（后更名为东海电气）开始在名古屋市内供电。该公司在1906年进一步扩展，不仅将电线延伸到名古屋电灯未开业的区域，还在名古屋电灯已开业的区域，通过在道路外的私有土地上建设电杆和架设电线来扩展供电范围。截至1906年底，该公司在市内的电灯供应户数达到465户，电灯数量为1,877盏。其迅速扩展的主要原因是水力发电带来的低廉费用。名古屋电灯于1906年2月下调了电灯费用，10烛终夜灯的月费为85钱，而东海电气则以更便宜的65钱月费提供同样的服务。为了应对竞争，名古屋电灯不得不在东海电气供电的区域以提供折扣价。
1906年是日俄战争后经济繁荣的一年，尽管灯油价格上涨和电灯费用下调，再加上东海电气的竞争，名古屋电灯的业绩仍然大幅增长。全年电灯数量增加了1万余盏，电力供应增加了309马力，与前一年相比，电灯数量增长了1.5倍，电力供应增长了2倍。前一年推出的电风扇也达到了66台。此外，2月的费用调整不仅大幅降低了电灯费用，还简化了除终夜灯以外的供应类别。然而，由于需求急剧增加，供应能力未能及时跟上，名古屋电灯不得不从11月开始停止接受新的电灯和电力供应申请，直到12月底水主町发电站的扩建完成。
1907年7月，名古屋电灯成功合并了东海电气，并将濑户町等东海电气业务范围纳入供电区域，名古屋电灯从东海电气继承电灯供应3,388盏，电力供应178马力。到1909年11月底，名古屋电灯迎来了开业20周年，此时的电灯安装数量达到了54,937盏，与开业时相比增长了100倍以上，与10年前相比也增长了6倍多，电力供应则达到了1,145马力。

### 1910年代前半

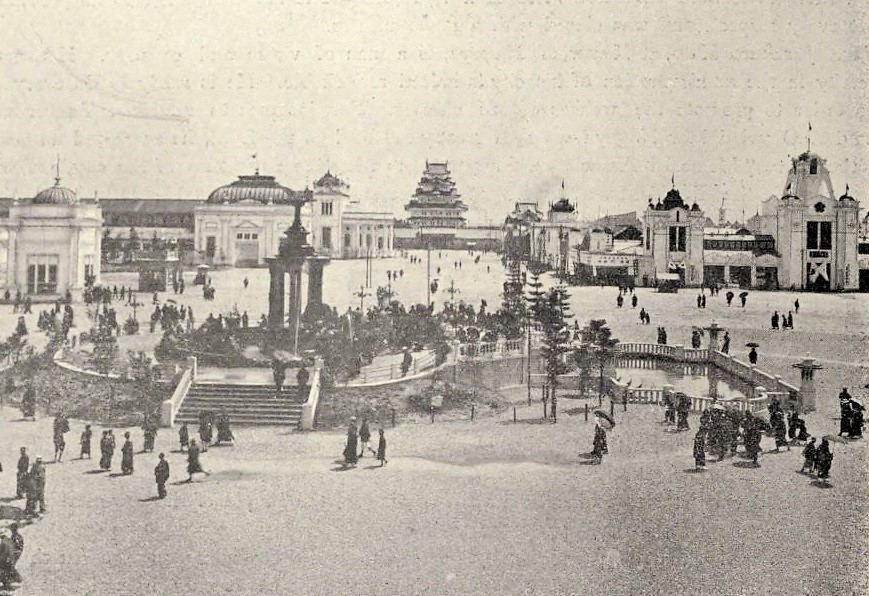
第10届关西府县联合共进会会场

1910年3月至6月，名古屋市在鹤舞公园举办了由爱知县主办的第10届关西府县联合共进会。在为期90天的展会期间，共吸引了263万名参观者。名古屋电灯负责会场内外的电灯设备安装，并赶在长良川发电站完工之际，为会场内外点亮了25,834盏电灯和33,569个装饰灯。此外，名古屋电灯还在会场内的“机械馆”展出了长良川发电站的立体模型、电灯、小型电动机、电热器和电风扇，普及电气知识并推动需求增长。展会结束后，为了进一步开拓市场需求，公司从同年8月起将所有电灯泡的费用改为公司承担，并设立了新的折扣制度。
随着长良川发电站和八百津发电站两座大型水力发电站的建成，名古屋电灯自创业以来首次出现了电力供应剩余。因此，从1910年代起，公司开始投入大规模电力供应，以消化剩余电力，积极开拓工厂、电气化铁路等新需求，将供电区域扩大。在长良川发电站建成之前，名古屋电灯的大客户仅有濑户电气铁道等少数几家公司，但1911年，公司开始向爱知织物、帝国捻丝和名古屋电气铁道供电。此后，公司还陆续向爱知电气铁道、尾张电气轨道、一宫电气、尾北电气、稻泽电气、岐阜电气、知多瓦斯（后为知多电气）、日英水电、日本車輛製造以及三重纺织（后为东洋纺织）等大客户供电。对于小规模供电，电力费用也有所下调，1马力的月费从原来的12日元降至1911年6月起的10日元75钱。电力供应业绩在1913年上半年突破了1万马力，到1914年下半年末达到了13,789马力。
在电灯供应方面，1911年下半年突破了10万盏。然而与此同时，名古屋瓦斯供应的煤气灯普及迅速，同期已达到近4万盏。此后，煤气灯的规模持续扩大，到1914年翻倍至超过8万盏。为了应对煤气灯的竞争，名古屋电灯于1912年1月下调了电灯费用，并于2月制定了电灯推广规定，设立外勤人员以推动电灯销售。通过扩展销售渠道，1912年一年内实现了4万盏电灯的增长。
另外，名古屋电灯的供电区域扩展也明显扩张。在名古屋市西侧，公司从1912年11月开始向爱知郡下之一色村（现名古屋市中川区）和海部郡蟹江町供电。1913年10月起，名古屋电灯开始向西春日井郡小牧町（现小牧市）供电。随着电灯和电力的使用逐渐增加，截至1914年底，名古屋电灯的供电电灯总数达到188,950盏。此外，从1913年上半年开始，公司逐步采用耗电量仅为传统碳丝灯泡三分之一左右的钨丝灯泡，并从高烛光电灯开始逐步替换。

### 解散前
1914年第一次世界大战爆发后，电力需求进一步增加，尤其是从大战后期到战后，需求增长尤为显著。这一时期，中京地区的主要产业——纺织业，由于煤炭价格上涨和战争带来的经济繁|荣推动业务扩展，纷纷将动力从蒸汽机转向电动机。1915年至1920年间，名古屋电灯与丰田纺织、近藤纺织、菊井纺织、东京毛织名古屋工厂、大日本纺织一宫工厂等企业签订了新的电力供应合同，加上此前已经向名古屋电灯购买电力的东洋纺织。
值得一提的是，时任社长福泽桃介参与创立的企业也成为了电力需求方。其中包括1916年8月成立的电气制钢所，以及由福泽桃介长子福泽驹吉经营的氯气生产公司东海曹达、水泥制造的名古屋水泥和人造石墨电极制造的东海电极制造。此外，向名古屋电灯购买电力的电气事业者也逐渐增多，例如：津島市的尾州电气和三重县的北势电气。1917年名古屋电灯的电力供应业绩突破了2万马力，到1919年11月底达到了36,403马力。同时，从该年度起，电力收入首次超过了电灯收入。
电灯供应也在一战后期至战后期间大幅扩展，1916年上半年突破了20万盏，1919年11月底，电灯总数达到334,076盏。供电区域也持续扩大，1916年4月起，公司开始向東春日井郡胜川町、鸟居松村和篠木村（现春日井市）供电。此外，电费也多次下调，正如1914年9月发生的名古屋电气铁道电车纵火事件所反映的那样，昂贵的电车票价和电费令民众非常不满。名古屋电灯在1914年、1916年和1917年三次下调了电灯和电力费用。1917年的调整中，定时灯的费用定为8烛灯月费50钱、16烛灯65钱、24烛灯80钱，而不定时灯的费用则按每千瓦时14至6钱（递减制）计算，这一费用制度一直维持到东邦电力成立初期。
名古屋電灯的每次降价都会伴随着对用户的大规模推广活动。尤其是在1916年2月电费下调之际，名古屋电灯公司发起了一场大规模的推广活动，鼓励用户提高电灯亮度。在电费调整前的1月中旬，公司采取了一系列措施，包括：在全市范围内发放宣传单、在自家电线杆上张贴广告、在理发店和公共浴场等市内重要场所张贴带插图的宣传单、在公司总部的橱窗内装饰灯饰展示效果，并动员全体员工、推销员和收费员逐户拜访客户。仅在1月份的一个月内，公司就成功增加了20万烛光的照明需求。
进入1920年代后，名古屋电灯采取了合并策略，截至1921年5月底，名古屋电灯的供应业绩达到了660,488盏电灯和60,204马力电力。10月名古屋电灯与关西水力电气合并，成立了关西电气后，新公司的电灯总数包括原名古屋电灯区域的874,429盏和原关西水力电气的107,990盏，合计达到982,419盏；电力供应则是66,285.5马力加上2,237马力，合计达到68,522.5马力。

## 电力来源

### 第一、第二发电站
|  |

名古屋电灯最初的发电站是火力发电的第一发电站。在合并爱知电灯并接管其发电站（第二发电站）之前，这是公司唯一的电源，当时被称为“电灯中央局”，该发电站位于名古屋市南长岛町、入江町（现中区荣二丁目）。1889年12月开业时，第一发电站的设备包括3台美国制造的锅炉、2台美国制造的蒸汽机以及4台德国AEG制造的爱迪生型直流发电机（输出功率25 kW），并以直流250伏进行输配电。之后通过多次扩建，第一发电站的最大输出功率达到了250 kW。然而，随着1904年6月水主町发电站第二期工程的完成，第一发电站停止了发电。此后，它被保留为备用发电站，部分设施被用作实验室。然而，1911年9月27日，由于实验室失火，第一发电站全部烧毁。
1896年5月，名古屋电灯通过合并爱知电灯，继承了该公司的火力发电站，并将其称为「第二发电站」。该发电站位于名古屋市下广井町3丁目（现·中村区）。第二发电站的设备包括2台锅炉、4台蒸汽机、2台30 kW和2台25 kW的爱迪生式直流发电机，以及1台霍普金森型600-800灯用交流發電機。特别值得一提的是交流发电机的引入，这是名古屋电灯首次使用交流发电机，尽管规模较小。公司利用这台交流发电机尝试向热田町方向进行长距离输电，并根据试验结果决定全面废除直流输电，并开始建设水主町发电站。1901年7月，随着水主町发电站的运营启动，第二发电站被正式废弃。

### 水主町发电站
1900年火力发电站--第三发电站动工，并在1901年7月22日开始运营。第三发电站采用交流高压电输电，位于名古屋市水主町3丁目（现中村区，中部电力水主町变电站的位置），1904年7月，第三发电站更名为水主町发电站。水主町发电站第一期和第二期工程中使用的发电机是美国通用电气（GE）制造的300 kW交流发电机，第三期和第四期工程中新增的发电机是同公司的500 kW发电机，最终发电站的输出功率达到1,600 kW。所有发电机的输出电力均为二相電，电压2,300伏特，频率60赫兹。
随着长良川发电站的投入，水主町发电站于1910年6月14日停止运行。此后除了临时从水主町发电站输电外，名古屋电灯的所有电源均转为水力发电。然而，由于枯水期等原因，公司决定将其作为备用发电站，并于1913年5月将发电机改造为三相交流电发电机。但由于设备老旧、煤炭费用高昂以及供水不足等问题，最终在1918年3月扩建热田发电站的同时拆除水主町发电站。

### 小原、巴川发电站
名古屋电灯最初的水力发电站是小原发电站，原本是由东海电气建设的，于1901年3月动工，1902年7月竣工，同年9月开始向濑户町（现濑户市）输电。小原发电站位于爱知县西加茂郡小原村大字川下字大平（现丰田市川下町），发电站取水来自矢作川支流田代川，发电站的输出功率为200 kW，设备包括2台佩爾頓式水輪機和2台明电舍制造的100 kW交流发电机，可发出3,450伏特、60赫兹三相交流电。在东海电气时期，电力还从濑户进一步输送到名古屋，尽管输电距离长达约40公里，但由于费用问题，未进行升压输电。1914年8月名古屋电灯接管后，由于八百津发电站投用，小原发电站停止发电。后来由于需求增加，发电站曾一度重新运行，但在1917年上半年再次停止发电，最终于1919年12月以69,000日元的价格出售给冈崎电灯，现为中部电力川下发电站。
继小原发电站之后的水力发电站是巴川发电站，该发电站由东海电气动工，后由名古屋电灯接手工程，并于1908年2月11日开始运营，自矢作川支流巴川取水。巴川发电站位于爱知县東加茂郡盛冈村（现丰田市户中町），输出功率为750 kW。设备包括1台法蘭西斯式水輪機和1台芝浦制作所制造的750 kW三相电发电机（3,300伏特、60赫兹），并安装了升压至11千伏（kV）的变压器。发电站产生的电力最初输送至爱知郡千种町（现名古屋市千種區）的千种变电站，但1915年连接至萩野变电站的输电线路完成后，千种变电站被废弃。此外，为了向滨松地区供电，日英水电于1914年1月完成了从巴川发电站到滨松市内的自营输电线路，以接收巴川发电站的电力。

### 长良川发电站

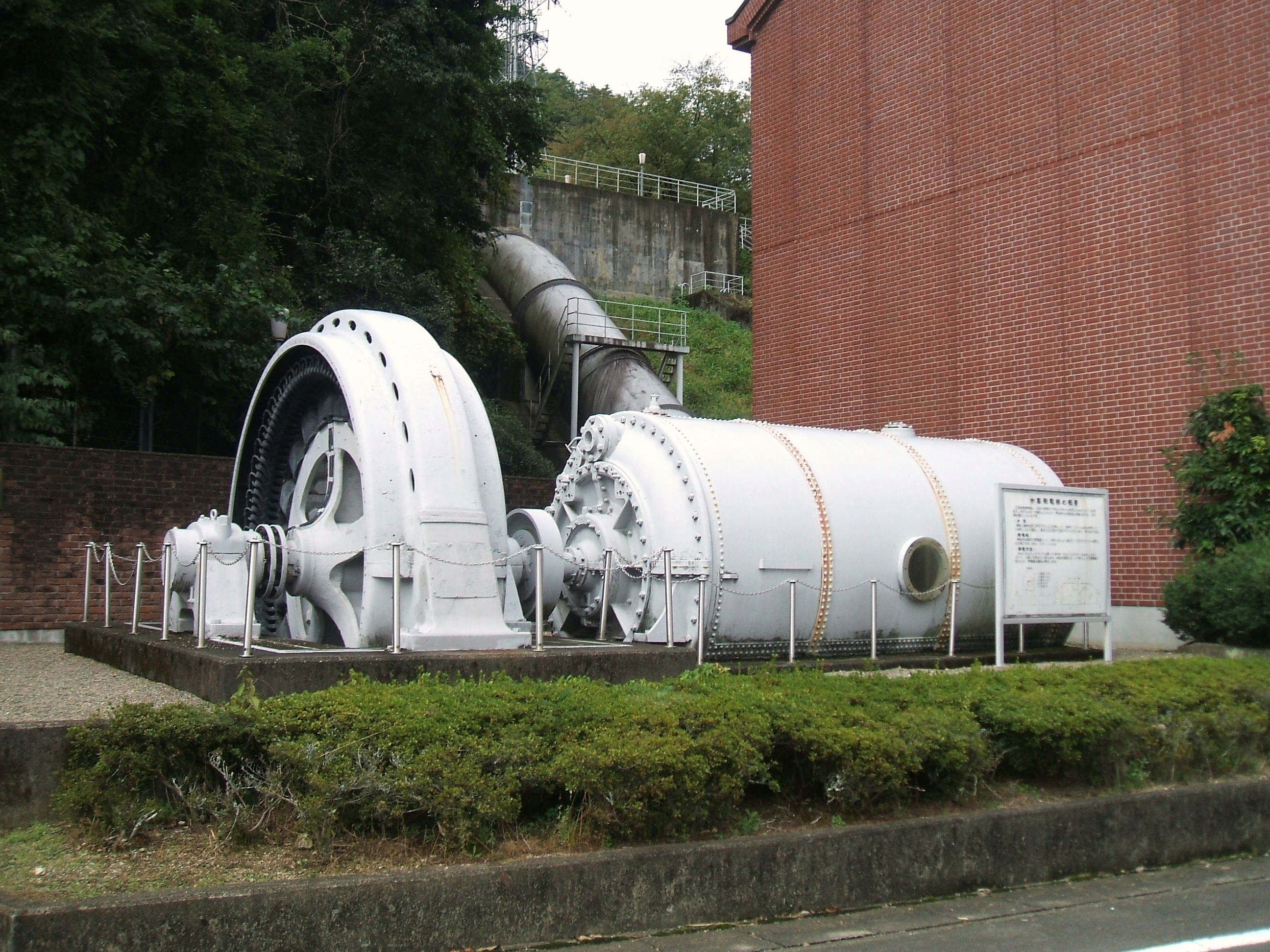
长良川发电站前保存，名古屋電灯時期的水轮机和发电机

唯一由名古屋电灯动工并完成的大型水力发电站是长良川发电站，该发电站位于岐阜县武仪郡洲原村大字立花（现美浓市立花），于1910年3月15日开始运营。长良川发电站利用长良川的水力发电，通过从郡上郡嵩田村大字上田（现郡上市美并町上田）的取水口沿河修建约4.7公里的引水渠，获得所需的落差。长良川发电站输出功率为4,200 kW，设备包括2台弗朗西斯水轮机和2台西门子制造的2,500 kW三相电发电机（2,300伏特、60赫兹），并配备了升压至33千伏的变压器。
长良川发电站最初安装3套水轮机和发电机组，其中1套作为备用运行，然而1918年2月，2号机组被拆除并转用于矢作川临时建设部的串原临时发电站。为了接收长良川发电站的输电，名古屋郊外的爱知县西春日井郡金城村（现名古屋市西区）设立了儿玉变电站，通过33 kV输电线路输送电力，同时通过中途的分支线路向岐阜和一宫方向输送部分电力。

### 八百津发电站

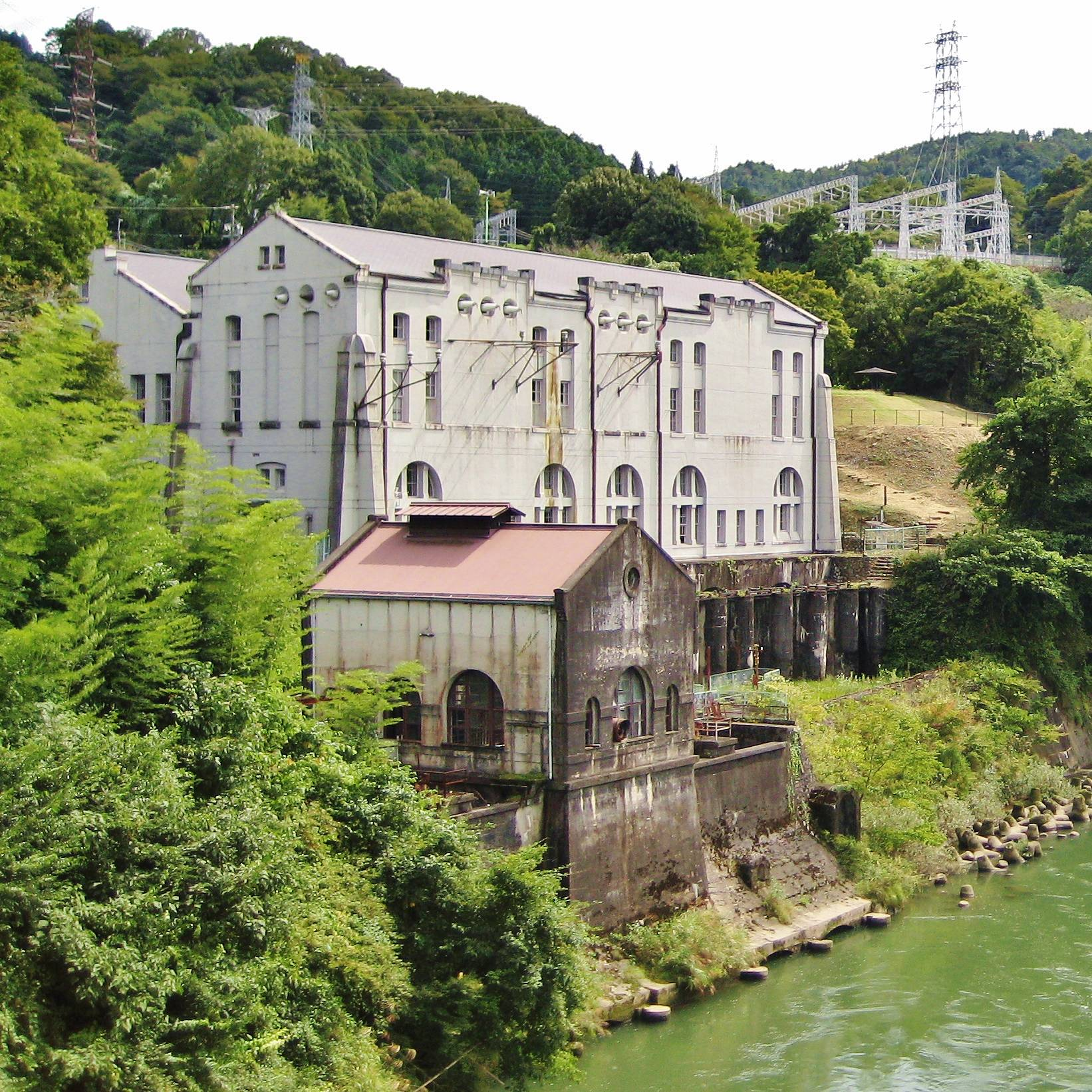
八百津发电站（后）、放水口发电站（前）

在名古屋电灯拥有的大型水力发电站中，八百津发电站是由名古屋电力，而非名古屋电灯动工建设。八百津发电站位于岐阜县加茂郡八百津町，于1911年12月10日开始运营，利用木曾川的水力发电，其名称在1917年6月1日之前以河流命名为“木曾川发电站”。尽管是大型发电站，但八百津发电站最初并未设置水坝，而是一座简单的川流式水力發電，通过沿木曾川修建长达9.7公里的引水渠，获得所需的落差，发电站输出功率为7,500 kW。设备包括4台水轮机和4台通用电气制造的2,500 kW三相电发电机发电机（6,600伏特、60赫兹），最初完成2组设备，剩余2组于1912年7月竣工。
八百津发电站还配备了升压至66千伏（kV）的变压器。接收八百津发电站电力的名古屋地区变电站包括萩野变电站（西春日井郡萩野村，现名古屋市北区）和南武平町变电站（名古屋市南武平町，现名古屋市中区），这两座变电站与发电站同时建设，八百津变电站通过66 kV输电线路输出电力。
由于八百津发电站早期设计时，考虑了洪水期间的水位上升，因此将放水口设置得过高，导致在非洪水期间无法充分利用全部落差。为了解决这一问题，决定利用残留落差增建一座小型发电站，即放水口发电站。放水口发电站的水轮机和发电机由日立制作所制造，采用4台1组的法蘭西斯式水輪機驱动1台发电机；发电机于1917年5月25日竣工，输出功率为1,200 kW。
此外，名古屋电力还设立了旅足川发电站作为八百津发电站的施工用发电站。该发电站于1907年11月获得使用许可，位于木曾川支流旅足川上，设备包括1台水轮和1台75 kW发电机。由于八百津町的请求，名古屋电灯在工程结束后的1912年4月5日以2,500日元的价格将发电站连同水利权一并出售给町政府。八百津町以此发电站为基础，此后开始经营町营电气事业。

### 热田发电站
为了替代老化的水主町发电站，并作为枯水期的备用火力发电站，新建了热田发电站。该发电站位于名古屋市南区热田东町字丸山（现热田区）。1914年6月获得设置许可后立即动工，并于1915年9月25日竣工。热田发电站的主要设备包括5台巴布科克·威尔科克斯（B&W）制造的锅炉，以及由通用电气（GE）和三菱造船厂制造的涡轮发电机（GE制造2台，三菱制造1台）。最初运行时仅使用1台3,000 kW的发电机。随后，为了应对第一次世界大战期间的需求增长，发电站进行了多次扩建：1917年11月完成第二期工程，增加了1台4,000 kW的发电机；1918年6月完成第三期工程，增加了1台3,000 kW的发电机。最终，热田发电站的输出功率达到10,000 kW。

### 购买电力

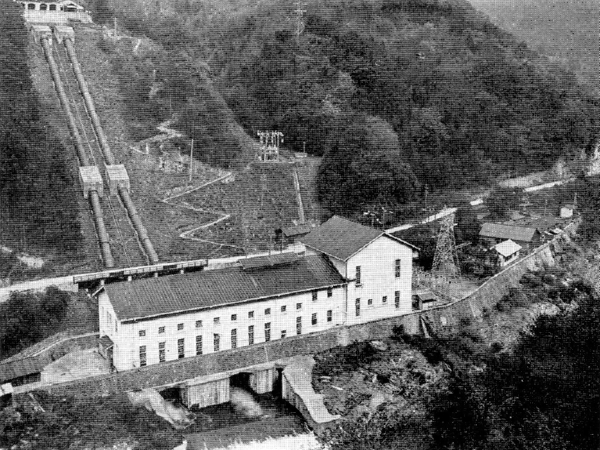
串原发电站（1941年）

1918年4月，名古屋电灯临时建设部推进的串原临时发电站（输出功率2,000 kW）竣工。该发电站是在矢作川串原发电站建设期间，由于大战景气导致需求急剧增加，无法等待设备交付，因此紧急利用长良川发电站的备用设备组建的临时发电站。为了向名古屋输电，公司在六乡村（现名古屋市东区）设立了六乡变电站，并从发电站到六乡变电站架设了77 kV输电线路，两者均于同年6月竣工。
1918年9月，如前所述，临时建设部从名古屋电灯分离，成立了木曾电气制铁（之后的大同电力），名古屋电灯开行向木曾电气制铁购买电力。1921年2月串原发电站（输出功率6,000 kW）完工，临时发电站被废弃。另外，木曾川的贱母发电站于1919年7月部分竣工，以4,200 kW的输出功率开始运行，同年11月全面竣工，以12,600 kW的输出功率正式投入运营。而木曾川上游的大桑发电站（输出功率11,000 kW）也在1921年8月开始运行。以上发电站都成为名古屋电灯重要的电力来源。

## 输电网
如前所述，名古屋电灯的输电网从上游发电厂经过33~77kV输电线连接到名古屋市郊的变电所降压至11kV，再输送至市内变电所进行配电。从名古屋周边延伸到其他地区的输电线路共有三条，分别通往瀬户地区、知多半岛地区和三重县北势地区。连接萩野变电站与瀬户町瀬户变电站的输电线路于1914年8月完工。通往知多地区的输电线路最初是从巴川发电站到知多郡上野村（现东海市）的爱知电气铁道名和变电站，1915年11月又在知多郡半田町（现半田市）新建了变电站，并将输电线路延伸至该地，开始向当地的电气事业者知多瓦斯（后改名为知多电气）供电。巴川至半田的输电线路为22 kV线路，途中与热田火力发电站的联络线汇合。
通往北势地区的输电线路是从萩野变电站到富田变电站（三重县三重郡大矢知村）的66 kV线路。1917年9月开始向东洋纺织富田工厂供电，同年12月开始向北势电气供电。此外，1920年6月，富田输电线路还新增了一条分支线路，用于向爱知县海部郡津岛町（现津島市）的尾州电气供电。从长良川发电站到儿玉变电站的长良川输电线路有两条分支线路。其中一条是通往岐阜市鹤田町变电站的分支线路。从长良川发电站向岐阜方向的输电始于1912年3月，作为对岐阜电气的供电。另一条分支线路则经过小木变电站（西春日井郡北里村小木，现小牧市），最终到达一宫变电站，于1920年3月完成。

## 附帶事业
名古屋电灯除了从事电力供应事业外，还涉足电气设备的制造。工厂位于名古屋市中区下广井町3丁目62番地（原第二发电站），主要生产变压器、电风扇等产品。工厂于1922年名古屋电灯更组为东邦电力时，被分离为东邦电机工作所。然而，由于昭和恐慌期间的事业整顿，该公司于1930年2月解散。

## 资料来源
1. 1 2  「商業登記 名古屋電灯株式会社追加」『官報』第2834号、1922年1月16日（「国立国会図書館デジタルコレクション」収録＝以下「NDL-DC」）
2. 1 2  「名古屋電灯創設事情」『シンポジウム「中部の電力のあゆみ」第13回講演報告資料集』、59-77頁。
3. 1 2 3  「名古屋電灯創設事情」『シンポジウム「中部の電力のあゆみ」第13回講演報告資料集』、78-86頁。
4. 1 2  『中部地方電気事業史』上巻、9-15页。
5. 1 2 3  「名古屋電灯創設事情」『シンポジウム「中部の電力のあゆみ」第13回講演報告資料集』、94-106頁。
6. ↑  『名古屋電燈株式會社史』、32-34頁。
7. 1 2 3 4 5 6 7 8  『中部地方電気事業史』上巻、17-20页。
8. ↑  『関西地方電気事業百年史』、9-11頁。
9. 1 2 3 4 5  『東邦電力史』、8-15・602頁。
10. ↑  「名古屋電灯創設事情」『シンポジウム「中部の電力のあゆみ」第13回講演報告資料集』、86-94頁。
11. 1 2 3 4 5 6  『東邦電力史』、18-20・603-605頁。
12. 1 2  『名古屋電燈株式會社史』、64-67頁
13. ↑  『中部地方電気事業史』上巻、20-22页。
14. 1 2 3 4 5 6 7 8 9 10 11  『東邦電力史』、20-26・605-606頁。
15. 1 2 3  『中部地方電気事業史』上巻、61-64頁。
16. 1 2 3  『名古屋電燈株式會社史』、89-99頁
17. ↑  「商業登記」『官報』第7192号、1907年6月21日 (NDL-DC)
18. 1 2 3 4  『中部地方電気事業史』上巻、67-70頁。
19. 1 2  『名古屋電燈株式會社史』、119-125頁
20. ↑  『名古屋電燈株式會社史』、205-211頁
21. 1 2  『中部地方電気事業史』上巻、70-74頁。
22. 1 2 3  『中部地方電気事業史』上巻、56-58・64-67頁。
23. 1 2 3 4  『中部地方電気事業史』上巻、74-77頁。
24. ↑  『福澤桃介翁伝』、254-255・262-266頁。
25. ↑  『下出民义自伝』、32頁。
26. 1 2 3  『名古屋電燈株式會社史』、161-177頁。
27. ↑  「商業登記」『官報』第8217号附録、1910年11月10日 (NDL-DC)
28. 1 2 3 4  『東邦電力史』、29-35頁。
29. 1 2  「水力発電の発達と名古屋地域産業の近代化：福沢桃介の電力需要創出事業を中心に」『歴史学研究』第897号、18-20頁。
30. 1 2 3 4  『名古屋電燈株式會社史』、190-195頁。
31. 1 2  『中部地方電気事業史』上巻、123-129頁。
32. ↑  『中京財界史』、6-11頁。
33. ↑  『中京財界史』、24-27頁。
34. 1 2 3 4 5  『大同電力株式会社沿革史』、73-76頁。
35. ↑  『大同製鋼50年史』、42-55頁。
36. 1 2 3  『大同製鋼50年史』、66-73頁。
37. ↑  『大同電力株式会社沿革史』、25-31頁。
38. 1 2  『大同製鋼50年史』、74-79頁。
39. ↑  京阪電鐵董事林謙吉郎與木曾电气制铁社長福泽桃介是朋友關係
40. ↑  『大同電力株式会社沿革史』、35-38・45・54頁。
41. ↑  『大同製鋼50年史』、82-84頁。
42. 1 2 3 4  『東邦電力史』、39-44頁。
43. ↑  『名古屋鉄道社史』、162-163頁。
44. ↑  『新修稲沢市史』本文編下、268-270頁。
45. ↑  「名電灯合併総会」『新愛知』1921年3月26日朝刊。
46. 1 2 3 4 5  『東邦電力史』、82-86頁。
47. ↑  『東邦電力史』、3-7頁。
48. ↑  「名電解散経緯」『新愛知』1921年4月9日朝刊。
49. ↑  『東邦電力史』、26-29頁。
50. 1 2 3  『中部地方電気事業史』上巻、176-177頁。
51. 1 2 3  『名古屋市会政争史』、26-28·41-47頁。
52. ↑  『名古屋市会政争史』、48-56頁。
53. ↑  『東邦電力史』、111-112頁。
54. ↑  「突如、福澤桃介氏名電灯社長を辞す」『新愛知』1921年11月17日朝刊11頁。
55. 1 2 3  『東邦電力史』、86-89·93-95頁。
56. ↑  『私の履歴書』第21集、第7章松永安左エ門。
57. ↑  『福澤桃介翁伝』176-179・184頁。
58. ↑  『中京財界五十年』、110-114页。
59. 1 2  『東邦電力史』、96-99·103-109頁。
60. ↑  『名古屋電燈株式會社史』、39頁。
61. 1 2 3  『名古屋電燈株式會社史』、79-85頁。
62. 1 2 3 4  『名古屋電燈株式會社史』、183-189頁。
63. 1 2 3 4 5 6 7  『東邦電力史』、35-36頁。
64. 1 2  『名古屋電燈株式會社史』、211-235頁。
65. 1 2  「水力発電の発達と名古屋地域産業の近代化：福沢桃介の電力需要創出事業を中心に」『歴史学研究』第897号、23-27頁。
66. ↑  「名古屋電灯株式会社第53回事業報告書」（名古屋市市政資料館所蔵）。
67. ↑  『東邦電力史』、427頁。
68. ↑  「名古屋電灯会社と高燭力需用転嫁戦」『マツダ新報』第3巻第3号、東京電気、1916年4月、21-25頁。
69. ↑  「名古屋電灯株式会社第63回事業報告書」（丸善雄松堂「J-DAC 企業史料統合データベース」収録）
70. ↑  『中部地方電気事業史』下巻、330-331頁。
71. 1 2  『名古屋電燈株式會社史』、72-78頁。
72. ↑  『中部電力火力発電史』、29頁。
73. ↑  『名古屋電燈株式會社史』、125-127頁。
74. ↑  「岡崎電灯株式会社工場財団」『官報』第3237号、1923年5月17日 (NDL-DC)
75. ↑  「水力技師大岡正の人と業績」『シンポジウム「中部の電力のあゆみ」第4回講演報告資料集』、57-60頁。
76. 1 2  『中部地方電気事業史』下巻、330-331頁。
77. ↑  『名古屋電燈株式會社史』、99-107頁。
78. 1 2 3 4 5 6  「東邦電力株式会社工場財団」『官報』第3723号、1925年1月22日 (NDL-DC)
79. 1 2 3 4  『名古屋電燈株式會社史』、257-258頁。
80. 1 2 3  『名古屋電燈株式會社史』、109-118頁。
81. ↑  「日英水電株式会社工事状況」『日本電気協会会報』、19-20・29-30頁。
82. ↑  「名古屋電灯会社長良川発電所及児玉配電所工事概況」『日本電気協会会報』第26号、日本電気協会、1910年6月、65-70頁。
83. 1 2 3  『中部地方電気事業史』下巻、334-338・345-346頁。
84. 1 2 3  『東邦電力技術史』、3-4・53-55頁。
85. 1 2  『日本の発電所』中部日本篇、535-540頁。
86. 1 2  『中部電力火力発電史』、68頁。
87. ↑  『東邦電力史』、44-45・607頁。
88. ↑  『電気事業要覧』第18回、312-315頁。
89. 1 2  『大同電力株式会社沿革史』、119-121頁。
90. ↑  『大同電力株式会社沿革史』、138-140・143-145頁。
91. ↑  『大同電力株式会社沿革史』、93-98頁。
92. 1 2 3 4  『東邦電力技術史』、5-7頁。
93. ↑  「名古屋電灯株式会社第50回事業報告書」（名古屋市市政資料館所蔵）。
94. ↑  『電気事業要覧』大正元年、34-35・168-169頁。
95. ↑  『新修半田市史』本文篇中巻、314-316頁。
96. ↑  「名古屋電灯株式会社第56回事業報告書」（名古屋市市政資料館所蔵）。
97. ↑  「名古屋電灯株式会社第62回事業報告書」（企業史料DB）。
98. ↑  「岐阜電気株式会社第10、11回事業報告書」（企業史料DB）
99. ↑  「名古屋電灯株式会社第61回事業報告書」（企業史料DB）。
100. ↑  『電気事業要覧』第13回、422頁。
101. ↑  『東邦電力史』、454页。